# Schneiter
Schneiter ist ein Familienname. Zu Herkunft und Bedeutung siehe Schneider.

## Namensträger
- Andrés Schneiter (* 1976), ehemaliger argentinischer Tennisspieler
- Elisabeth Schneider-Schneiter (* 1964), Schweizer Politikerin (CVP)
- Erwin Schneiter (1917–1990), Schweizer Schriftsteller
- Heinz Schneiter (1935–2017), Schweizer Fußballspieler
- Pierre Schneiter (1905–1979), französischer Politiker
- Walter Schneiter (1918–1975), Schweizer Fußballspieler